# Carles I Alexandre de Württemberg
Carles I Alexandre de Wurttemberg — Karl Alexander von Württemberg (alemany) — (Stuttgart, 24 de gener de 1684 - Ludwigsburg, 12 de març de 1737) fou en primer lloc duc de Wurttemberg-Winnental, després comte de Montbéliard i finalment, en morir el seu cosí Eberhard Lluís, duc de Württemberg des de 1733 fins a la seva mort. Era el fill gran del duc Frederic Carles de Wurttemberg-Winnental (1652 - 1697) i d'Elionor Juliana de Brandenburg-Ansbach (1663 - 1724).

## Biografia
Convertit al catolicisme el 1712, va ser el cap de l'exèrcit imperial. Va destacar en la seva tasca militar al costat del príncep Eugeni de Savoia durant la Guerra de Successió Espanyola i contra l'Imperi Otomà. El 1719 va ser nomenat Governador Imperial de Belgrad. Va fixar la seva residència a Ludwigsburg prop de Stuttgart, on va portar una vida de luxes i malbarataments, amb el suport del financer Joseph Süss Oppenheimer, d'origen jueu encara que convertit al catolicisme, el qual en morir Carles I Alexandre va ser condemnat i executat públicament.

## Matrimoni i fills
L'1 de maig de 1727 es va casar a Frankfurt amb Maria Augusta de Thurn i Taxis (1706 - 1756), filla del príncep Anselm Francesc (1681 - 1739) i de Maria Lluïsa Anna de Lobkowicz (1683 - 1750). El matrimoni va tenir sis fills:
- Carles Eugeni (1728 - 1793), que el succeí com a duc de Württemberg, i casat primer amb Frederica Sofia de Brandenburg-Bayreuth (1732 - 1780) i després amb Francesca Teresa de Württemberg (1748 - 1811).
- Eugeni Lluís, nascut i mort el 1729
- Lluís (1731 - 1795) que succeí el seu germà Carles el 1793, i casat amb Sofia Albertina de Württemberg (1728 - 1807).
- Frederic Eugeni (1732 - 1797), que succeí el seu germà Lluís el 1795, casat amb Frederica de Brandenburg-Schwedt (1736 - 1798).
- Alexandre (1733 - 1734).
- Augusta Elisabet (1734 - 1787) casada amb Carles Anselm de Thurn i Taxis (1733 - 1805).